# Седмеровець
Седмеровець (словац. Sedmerovec) — село в окрузі Ілава Тренчинського краю Словаччини. Площа села 6,01 км². Станом на 31 грудня 2015 року в селі проживало 429 жителів.

## Історія
Перші згадки про село датуються 1229 роком.

## Населення
| Рік:            | 1994. | 2004.   | 2014.   | 2024.   |
| --------------- | ----- | ------- | ------- | ------- |
| Кількість осіб: | 403   | 410     | 428     | 419     |
| Різниця:        |       | +1,73 % | +4,39 % | -2,10 % |

| Рік:            | 2023. | 2024.   |
| --------------- | ----- | ------- |
| Кількість осіб: | 424   | 419     |
| Різниця:        |       | -1,17 % |